# Фосгеніт
Фосгеніт — мінерал, хлорокарбонат свинцю острівної будови. Від лат. phosgen — хлористий карбоніл COCl2 (J.F.A.Breithaupt, 1820).

## Етимологія та історія
Перший опис фосгеніту вважається датованим 1841 роком Августом Брайтхауптом (1791—1873), який назвав мінерал за складовою хімічною сполукою фосгеном COCl2. Однак, можливо, перший опис був зроблений близько 1800 року німецьким мінералогом Дітріхом Людвігом Густавом Карстеном (1768 — 1810), який описав його як роговий свинець у „Mineralogischen Tabellen“ 
(«Мінералогічних таблицях»), але, ймовірно, не визнав його окремим мінералом.
Ще в 1785 році Чарльз Гренвілл (за даними Бріджеса та Сміта, 1983) відкрив мінерал в Англії, точніше в «Шахті Бейдж» поблизу Кромфорда в Дербіширі. Спочатку цей мінерал вважався новим видом мінералу і був названий кромфордитом на честь його типового місцезнаходження. Однак пізніше було визначено, що це фосгеніт.

## Загальний опис
Хімічна формула: Pb2(CO3)Cl2.
Містить (%): PbO — 81,86; CO2 — 8,07; Cl –13,00.
Сингонія тетрагональна. Трапецоедричний вид. Утворює призматичні кристали, а також масивні або зернисті аґреґати. Спайність по (001) та (110) добра. Густина 6,0-6,3. Твердість 2,0-3,5. Колір білий, сірий, жовтий. Блиск діамантовий. Злом раковистий. Кристали прозорі і напівпрозорі. П'єзоелектричний. Вторинний мінерал, який утворюється при вивітрюванні мінералів свинцю, зокрема, внаслідок зміни галеніту в окисненій зоні гідротермальних родовищ свинцю, а також при взаємодії морської води з іншими мінералами свинцю.
Супутні мінерали: англезит, церусит, ґаленіт, матлокіт, лауріоніт.

## Поширення
Рідкісний. Знахідки: Ессен (ФРН), Тарновіце (Польща), гори Понц (Сардинія, Італія), Лоріон (Аттика, Греція), Цумеб (Намібія),
Кристали також знаходяться в галеніті в Монтепоні поблизу Іглезіаса на Сардинії та поблизу історичного місця видобутку корисних копалин — Дандаса на Тасманії. Його також було виявлено в Лауріумі, Греція; Тарновські Гури, Польща; Алтайському окрузі, Сибір; шахті Туїссіт, поблизу Уджди, Марокко; Сіді-Амор-бен-Салем, Туніс; Цумебі, Намібія; Брокен-Гілл, Новий Південний Уельс; Болео, поблизу Санта-Росалії, Південна Нижня Каліфорнія. У США — штат Колорадо; Нью-Мексико, Аризона. Салар-де-Пломбо (Катамарка, Арґентина). Виготовляється також штучно.

## Застосування
Цінний колекційний мінерал. У скупченнях — свинцева руда.